# Placusa cribrata
Placusa cribrata är en skalbaggsart som beskrevs av Johnson och John G. Lundberg 1977. Placusa cribrata ingår i släktet Placusa, och familjen kortvingar. Arten är reproducerande i Sverige.